# Кислородная ёмкость крови
Кислородная ёмкость крови — количество кислорода, которое может быть связано кровью при её полном насыщении; выражается в объёмных процентах (% об.); зависит от концентрации в крови гемоглобина. Определение кислородной ёмкости крови важно для характеристики дыхательной функции крови. Кислородная ёмкость крови человека — около 18—20 % об.